# Revolta dos Condes
A revolta dos Condes em 1075 foi uma rebelião de três condes contra Guilherme I de Inglaterra (Guilherme, o Conquistador). Foi o último grave ato de resistência contra o rei inglês após a conquista normanda.

## Curso

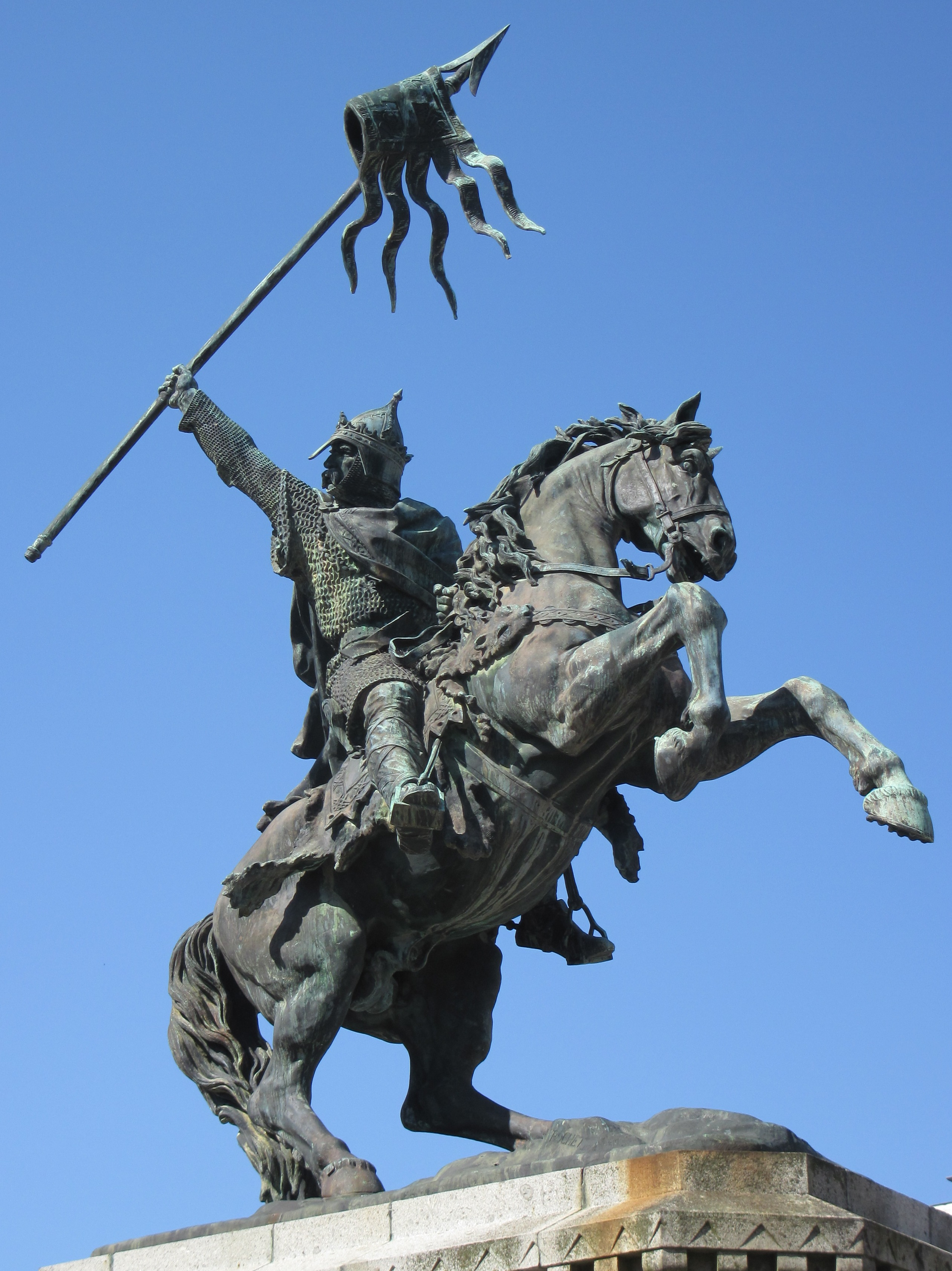
Guilherme, o Conquistador.

A revolta foi causada pela recusa do rei (em sua ausência – ele estava na Normandia desde 1073) em sancionar o casamento entre Ema (filha de Guilherme FitzOsbern, 1.º Conde de Hereford e Adelissa de Tosny) e Raul de Gael, Conde da Ânglia Oriental em 1075. Casaram-se da mesma forma.
Então, na ausência de Guilherme, Raul, Rogério de Breteuil, 2.º Conde de Hereford (seu novo cunhado), e Valteofo, 1.º Conde da Nortúmbria começaram a revolta; mas foram assolados por desastres. Valteofo logo perdeu o coração e confessou a conspiração a Lanfranco, arcebispo de Cantuária, que pediu ao conde Rogério para voltar à sua lealdade, e, finalmente, o excomungou junto aos seus seguidores, e, em seguida, a Guilherme, que estava na Normandia.
Rogério, que deveria trazer a sua força a partir do oeste para juntar-se a Raul, foi mantida em cheque no rio Severn pela fyrd de Worcestershire que o bispo inglês Vulstano trouxe para o campo contra ele. Raul, no entanto, encontrou uma força muito superior sob os bispos guerreiros Odo de Bayeux e Godofredo de Montbray (este último ordenou que todos os rebeldes deveriam ter o seu pé direito cortado), perto de Cambridge e se retirou às pressas para Norwich, perseguido pelo exército real. Deixando Ema defender o Castelo de Norwich, Raul embarcou para a Dinamarca em busca de ajuda. Ele finalmente voltou para a Inglaterra com uma frota de 200 navios sob Canuto e Hakon, mas eles não conseguiram fazer nada eficaz.
Enquanto isso, a condessa resistiu em Norwich até que ela obteve termos para ela e seus seguidores, que foram privados de suas terras, mas foram autorizados a terem 40 dias para deixar o reino. A condessa se retirou para sua propriedade, na Bretanha, onde foi acompanhada por seu marido.

## Resultados
- Raul foi privado de todas as suas terras e de seu condado.
- Rogério foi julgado antes do Grande Conselho, privado de suas terras e de seu condado, e condenado à prisão perpétua. Porém ele foi libertado, com outros presos políticos, após a morte de Guilherme I em 1087.
- Retornando à Inglaterra com Guilherme, Valteofo foi preso, e depois de ser levado duas vezes antes para a corte do rei, foi condenado à morte. No dia 31 de maio de 1076, ele foi decapitado na colina de St. Giles, perto de Winchester.[3] Disse ter sido um homem de imensa força física, fraco e pouco confiável ainda devoto e caridoso, e assim foi considerado pelos ingleses como um mártir, e milagres foram ditos a terem acontecido em seu túmulo em Crowland.